# جيم برايس (لاعب كرة قاعدة أمريكي)
جيم برايس (بالإنجليزية: Jim Price)‏ هو لاعب كرة قاعدة أمريكي، ولد في 20 أغسطس 1847، وتوفي في 24 أكتوبر 1925 في أوك بارك في الولايات المتحدة.